# كريستوفر ليمكه
كريستوفر ليمكه (بالألمانية: Christopher Lemke)‏ هو لاعب كرة قدم ألماني في مركز الوسط، ولد في 14 مارس 1995 في بوتسدام في ألمانيا. لعب مع إنيرجي كوتبوس.